# カメルーンの港湾
カメルーンの港湾（カメルーンのこうわん、英語: Ports and harbours in Cameroon）は、カメルーンにおける港湾について記す。

## 一覧
- ドゥアラ港（ドゥアラ）
- リンベ港（リンベ）
- クリビ港（クリビ）

- ボナベリ港（ボナベリ（英語版））
- ティコ港（ティコ（英語版））

- ガルア港（ガルア） - 河港